# 伊豆アニマルキングダム

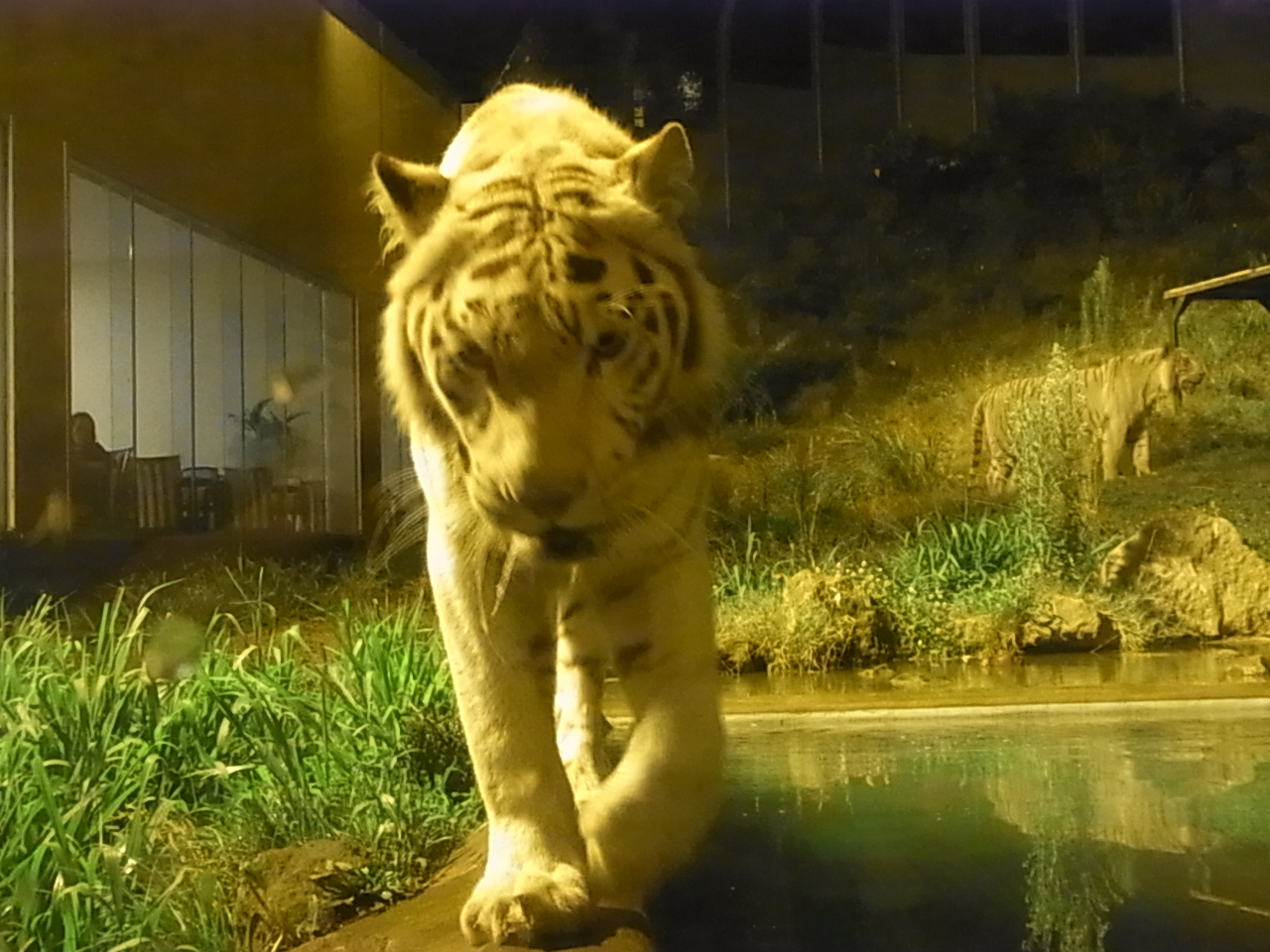
ナイトサファリのホワイトタイガー

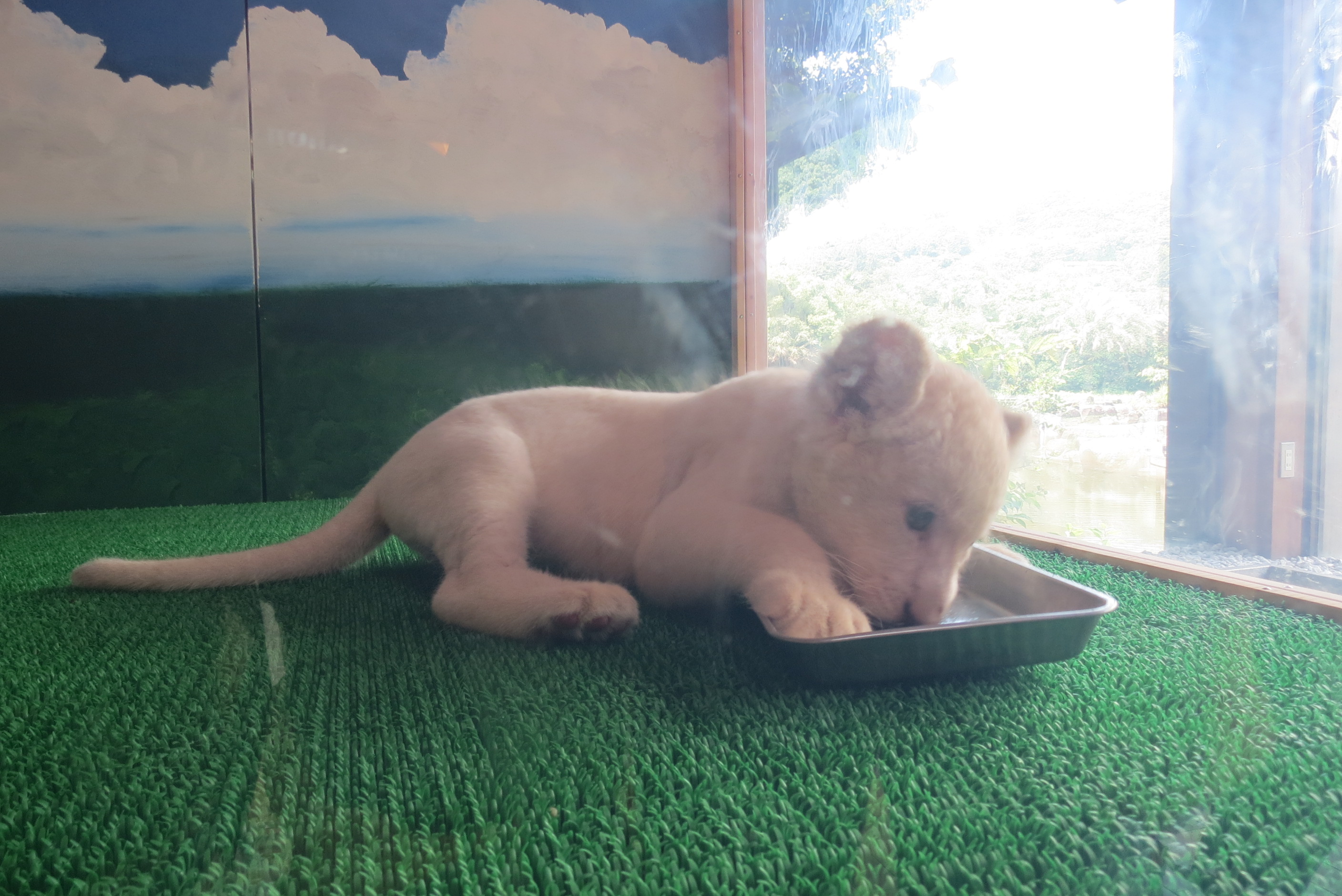
2012年のホワイトライオンの仔

伊豆アニマルキングダム（いずアニマルキングダム）は、静岡県賀茂郡東伊豆町稲取にある動物園（動植物自然公園、サファリパーク）、遊園地。旧伊豆バイオパークを改修。略称は『アニキン』。

## 歴史
- 1977年10月、伊豆急行が「伊豆バイオパーク」を開業[3][4]。
- 2005年4月、伊豆急行ら伊豆急不動産に譲渡[3][5]。
- 2007年5月、伊豆急不動産が加森観光に譲渡[3]。
- 2010年4月29日、リニューアルを行い、名称を「伊豆アニマルキングダム」に変更[6][7]。新たに動物17匹加わり、飼育総数は約60種600匹[6]。

## 施設
- 旧施設を改修したリニューアルで、4頭のホワイトタイガー[8]をはじめ、ライオン、チーターなど[2]17匹が園に搬入され、施設全体で肉食・草食動物が45種、鳥類21種の計66種約600匹[2]の動物が展示される[6]。時間限定で動物の仔の展示もある。
- 2010年にリニューアルして客足が2倍に伸び[9]、東伊豆町は新たな観光振興を期待している[9][10]。
- サファリバスをとりやめ、歩道450m[2]のウォーキングサファリ方式に変更されたため、身近に動物を見てまわれる施設となった[2][6][11]。
- 広さ5000坪の梅園があり、梅祭りが開催される。

### 展示
ホワイトタイガー、ホワイトライオンが同所にいる施設。アニマルゾーン、ウォーキングサファリゾーン、プレイゾーン、スポーツゾーンなどに分かれ、梅園もある。
- ウォーキングサファリゾーンでは、ホワイトタイガー以外に、ライオン、チーター、キリン、ゾウ、シマウマ、サイなどがいる。ガラス越しに猛獣を見られる「猛獣展示場」がある[2]。
- 「わくわくふれあい広場」では、ミニウサギ、モルモット、カピバラ、アオメキバタン（オウム科）などの小動物や、アルマジロやハリネズミに触れられる。
- 2012年7月15日、ホワイトタイガーの仔が産まれ、母「メープル」の母乳で育つ[12][13][14]。
- アニマルゾーンではキリンとペリカンに餌を与えられる。
- ホワイトライオンがいる[15]。このホワイトライオンの仔は「姫路セントラルパーク」出身[12][16]の2012年産まれ。この仔[17]の成長日記が公式ホームページにある[18]。名は公募で「パール」と決まる。生まれた6月の誕生石のパールにちなんだもの[19]。

### シロオリックス
園では、国際自然保護連合(IUCN)が絶滅危惧第1種に指定するシロオリックスを飼育・展示し、繁殖を行う。2013年4月14日に雄の「モンド」（2010年産）と雌の「カンナ」（2009年産）との間に仔が生まれている。

### シマウマ・ゾウ
グラントシマウマの「アース」（雄、2003年産）が口を大きく開けて餌をねだるしぐさを行い、話題となった。
2011年の暮れから、餌付けの際に、アースは顔を斜めにして前歯をぐっと出すしぐさをし、“「あーん」するシマウマ”と呼ばれる。
飼育員は、アースはほかの動物よりも食欲旺盛で知恵があるのでは、と推測している。
園で飼育されるほかのグラントシマウマはそのしぐさは行わない。
2013年にはゾウが舌を出すとして話題となった。アフリカゾウ「オシー」（1972年産、雌）が、長年の日課の健康管理のため、飼育係に「あーんして」とうながされて口の中を公開しているが、虫歯など奥歯の状態を確認するために「べーして」というと、舌を出すのがみられる。オシーは赤い舌を出す癖がある。ゾウさんがアカンベーをしていると新聞には紹介される。

## 繁殖

### マタコミツオビアルマジロ
- 2012年4月19日、当園でマタコミツオビアルマジロの仔（母親は「ミツヨ」）が誕生し、人工哺育では飼育が難しい中[26]、人工哺育の成長記録を更新している[27][28]。なお、母「ミツヨ」は日本初出産記録の個体である[29]が、今回は難産で体力を消耗し人工哺育となった[26]。
- アルマジロは危険を感じると丸くなる種があるが、完全にボール状に丸くなれるのはミツオビアルマジロ2種で、本「マタコミツオビアルマジロ」は丸くなることができる種である[30][31]。ただし動物園では人に慣れているため、丸くなりにくい。当園では「わくわくふれあい広場」で触ることができる。

### 繁殖賞
- 旧・伊豆バイオパーク時代、繁殖賞を受賞している。
  - ゲムズボック（伊豆バイオパーク：1981年）
  - ブレスボック（伊豆バイオパーク：1983年）
  - ミツオビアルマジロ（伊豆バイオパーク：2004年）

## 梅園
- 梅園は約1,000本、10数種類[32]の紅梅や白梅がある。2月中旬から見頃とされる。
- 2011年は2月11日～3月13日にかけて「うめまつり」が行われた[33]。

## エピソード
- 2012年、「こどもの情景 原風景を求めて」と題した写真展が東京都写真美術館で12月4日まで行われ、林隆喜の「伊豆バイオパーク」(1986)が出展されている[34]。このほか、林が「伊豆バイオパーク」を写した作品3点は2008年、東京国立近代美術館の『平成20年度第2回所蔵作品展「近代日本の美術」』にも出展され[35]、同2008年に新潟県立万代島美術館で開催された「東京都写真美術館コレクションによる写真・昭和の肖像1945～1989 ― レンズが視た戦後の日本」にも、林が写した「伊豆バイオパーク」が出展された[36]。
- 「レストランアニマルキングダム」は、日本でも珍しく[2]ガラス越しにホワイトタイガーが見られるレストランであるが[37]、ナショナルジオグラフィック2010年12月号にて紹介された施設である[11]。
- プレイゾーンは、大観覧車、スカイジェット、銀河鉄道などの遊具がある。大観覧車は全高が40m、海抜420m、1992年11月9日に設置された[38]。
- 「ドングリポスト」が例年設置され、アライグマやクマなどの餌として来園者が園内でドングリを集め、ポストに入れることができる[39][40]。
- 旧・伊豆バイオパーク時代に「伊豆戦士☆バイオレイザー」というローカルヒーローがいた。
- 2014年5月23日から飼育中のミナミコアリクイの姿が見当たらなくなり警察に届け出た。3日後の26日に約1.5キロ離れた別荘地で無事保護された。
- 閉園したスペースワールド（福岡県北九州市）から、メリーゴーラウンドなどの子供向け遊具を移設する計画がある[41]。